# Acido peracetico
L'acido peracetico è un perossiacido organico, di formula CH3COOOH, abbastanza stabile a temperatura e pressione standard, ma che si decompone in modo esplosivo per urto o riscaldamento, ed è un potentissimo agente ossidante e comburente.
Viste le sue proprietà energiche, il suo principale uso è quello di potente agente antisettico e antibatterico, attivo a concentrazioni anche minori dell'1%.
A temperatura ambiente si presenta come un liquido incolore dall'odore pungente e caratteristico; se puro è molto corrosivo e ossidante, oltreché instabile, poiché la sua molecola tende a rilasciare una molecola di ossigeno, convertendosi in acido acetico:
{\displaystyle {\ce {2 CH3COOOH -> 2 CH3COOH + O2}}}
Industrialmente, l'acido peracetico si produce per reazione tra anidride acetica e perossido di idrogeno, così facendo l'anidride si disproporziona in acido acetico e acido peracetico, secondo la reazione:
{\displaystyle {\ce {(CH3CO)2O + H2O2 -> CH3COOH + CH3COOOH}}}
L'acido peracetico che viene a formarsi poi viene adeguatamente purificato e messo in soluzione commerciale di acido acetico e acqua ossigenata.
Quando impiegato come antisettico e disinfettante, viene solitamente consigliato di non usare l'acido peracetico a temperatura superiori a 40 °C (o anche a 30 °C in caso di utilizzo prolungato) per evitare problemi di corrosione dell'acciaio inox.